# جاك والدمان
جاك والدمان (بالإنجليزية: Jack Waldman)‏ هو موسيقي أمريكي، ولد في 6 سبتمبر 1952 في ميتوتشين في الولايات المتحدة، وتوفي في 17 مايو 1986.

## روابط خارجية
- جاك والدمان على موقع IMDb (الإنجليزية)
- جاك والدمان على موقع ميوزك برينز (الإنجليزية)
- جاك والدمان على موقع ديسكوغز (الإنجليزية)